# バリンタン諸島
バリンタン諸島(バリンタンしょとう、英語: Balintang Islands)はルソン海峡のバリンタン海峡の小さな岩礁からなる島々。 
バブヤン島とサブタン島の中間辺りに存在し、47km南西にバブヤン島が、45km北西にサブタン島が存在する。
諸島は7つの小さく急峻な小島や岩からなり、晴天であれば37kmほど離れても視認できる。

## 島
最も西にあるバリンタン島が最大の島であり、南北に細長く距離は1.5kmほどある。
諸島に属する他の島よりはるかにおおきく、3つの峰を持っており、最も高い山は110mの標高になっている。バリンタン島中北部の東1.6kmほどの位置に3つの島が存在し、バリンタン島南部の東800mほどの位置に最大標高23mほどの小島が3つ存在する。悪天候時、諸島に対してひどく海が荒れる。船員にとって、これらの島は険しく、3.2から4.8kmの距離でもう一方の側に回り込むことができる。

## 註
注釈
1. ↑  カガヤン、バブヤンの両州のウェブサイトがこの諸島の管轄権を誰が持つのか示していない。距離はグーグルアースによる計測

参照
1. 1 2  "Balintang Island (terrain map)". Google Map. Retrieved on 2013-04-10.
2. 1 2  アメリカ沿岸測地局（英語版） (1919). United States Coast Pilot, Philippine Islands, Vol. 1. ワシントン政府印刷局
3. ↑  アメリカ陸軍工兵司令部 (1952). Calayan Island (topographic map). テキサス大学オースティン書庫 2013年4月10日閲覧。
4. ↑  "Balintang Island". Google Map. Retrieved on 2013-04-10.